# 19917 Dazaifu
19917 Dazaifu este o planetă minoră (asteroid) din Outer Main Belt⁠(d). A fost descoperită pe 12 martie 1977 la Kiso Observatory⁠(d) de Kiichirō Furukawa⁠(d). 
Obiectul prezintă o orbită caracterizată de o semiaxă mare de 3,390367 UAi, o excentricitate de 0,05, o înclinație de 1,86361 ° în raport cu ecliptica.